# Marquesado de Mohernando
El marquesado de Mohernando es un título nobiliario español creado el 21 de mayo de 1906 y real despacho del 17 de julio de 1906 por el rey Alfonso XIII a favor de Luis Bermejillo y Martínez-Negrete. El título fue rehabilitado en 1991 por Beatriz Bermejillo y Braniff de Moore.
Su denominación hace referencia al municipio alcarreño de Mohernando.

## Marqueses de Mohernando
| Creación por Alfonso XIII        | Creación por Alfonso XIII             | Creación por Alfonso XIII |
| -------------------------------- | ------------------------------------- | ------------------------- |
| I                                | Luis Bermejillo y Martínez-Negrete    | 1906-1928                 |
| Rehabilitación por Juan Carlos I |                                       |                           |
| II                               | Beatriz Bermejillo y Braniff de Moore | 1991-1999                 |
| III                              | George Bermejillo Moore               | 2001-2015                 |
| IV                               | George Braniff Moore                  | 2017-actual titular       |

## Historia de los marqueses de Mohernando
- Luis Bermejillo y Martínez-Negrete (Ciudad de México, 23 de enero de 1868-Ciudad de México, 23 de noviembre de 1928), I marqués de Mohernando,[1] mayordomo de semana del rey, y Gran Cruz de la Orden del Santo Sepulcro y senador.[2][3] Era hijo de Pio de Bermejillo e Ibarra, natural de Valmaseda, y de María Ignacia Martínez-Negrete y Alba, nacida de Guadalajara.

Casó, en 16 de diciembre de 1909, con María Lorenza Elisa Braniff y Ricard (m. 1975).
En 1931, el rey solicitó que se expidiera la carta de sucesión a favor de Luis Bermejillo y Braniff, hijo del primer marqués, pero en mayo de 1932, se solicitó la devolución de documentos y el título no fue expedido. En 1974, Luis Bermejillo y Braniff solicitó otra vez la rehabilitación del título y, en 1980, lo hizo  Eugenia Bermejillo y Braniff, también hija del primer titular. Le sucedió, en 1991, por rehabilitación su hija:
Rehabilitación en 1991
- Beatriz Bermejillo y Braniff de Moore (San Sebastián, 31 de julio de 1915-Ciudad de México, 25 de mayo de 1999). II marquesa de Mohernando.[1][8][9]

En 1938, casó, en México, con George S. Moore (m. Sotogrande, 2000), presidente de la Metropolitan Opera House de Nueva York y presidente del First National City Bank of New York (1967-1970). En 11 de abril de 2001, le sucedió su hijo:
- George Bermejillo Moore (Nueva York, 10 de octubre de 1939-Nueva York, 5 de junio de 2015),[11] III marqués de Mohernando.[12]

Casó, en 1966, con Katharine L. Moore. En 28 de noviembre de 2017, le sucedió su hijo:
- George Braniff Moore (n. 1968),[11] IV marqués de Mohernando.[1][13]

Casó, el 8 de mayo de 1999, en Nueva York, con Mariah Calvert Claud Saunders, hija de Thomas A. Saunders.